# Alegeri legislative în Regatul Unit, 1807
Alegerile pentru al patrulea Parlament al Regatului Unit din 1807 a fost a treia  alegere generală care a avut loc după Uniunea Marii Britanii și Irlandei. 
Al treilea Parlament al Regatului Unit a fost dizolvat pe 29 aprilie 1807. Noul Parlament a fost convocat să se intâlnească pe 22 iunie 1807 pentru un termen maxim de șapte ani de la acea dată. Termenul maxim poate fi redus și chiar a fost redus, de către monarh prin dizolvarea Parlamentului, înainte de expirarea mandatului său.

## Situația politică
În urma alegerilor din 1806, Ministerul Talentelor, o coaliție de facțiuni dintre Foxite, Grenvillite Whig și Addingtonite Tory în frunte cu primul Baron Grenville ca și Prim Ministru au continuat în birou. Aceștia au încercat să pună capăt războaielor napoleoniene prin negociere. Din moment ce această speranță s-a spulberat, războiul a continuat.
Fosta facțiune condusă de William Pitt cel Tânăr, înainte de moartea sa, în ianuarie 1806, a fost grupul major în opoziție cu Ministerul Talentelor. George Canning, din Camera Comunelor, și ducele de Portland, din Camera Lorzilor, au fost la conducerea acestei opoziții.
Grenville și cabinetul său au pierdut sprijinul regelui George III,  în încercarea de a legifera, pentru a permite romano-catolicilor să servească ca și Armată și ca ofițeri ai Marinei. Când miniștrii au refuzat să îi dea regelui confirmarea scrisă cum că nu vor mai ridica problema catolicilor, el a decis să găsească adepți noi.
Ducele de Portland a fost rugat să formeze noul Guvern în primăvara lui 1807. Înainte de asta, Portland a fost Primul Ministru al Facțiunii Whig, iar acum se descrie ca fiind Primul Ministru al Whig și Tory.
După moartea lui Pitts cel Tânăr, adepții săi au început să formeze Partidul Conservator chiar dacă în trecut unii dintre ei au aparținut Facțiunii Whig sau Tory. Acesta a fost un pas important în dezvoltarea unui sistem dintre cele două facțiuni, fapt ce a dus la o reducere  a influenței și conexiunii în politica Britanică.
Noilor Miniștri le-a fost greu să facă față Camerei Comunelor, care  recent a ales să sprijine oponenții acestora. După o lună în noul guvern, Regele a aprobat o dizolvare.
Politica Guvernului de a se opune dorințelor catolicilor și de a sprijini politica Regelui a fost populară. După alegeri, programul de guvernare a fost aprobat cu un vot de 350 la 155 în Camera Comunelor, demonstrând astfel câștigurile substanțiale ale Miniștrilor în alegeri.

## Datele Alegerilor
În această perioadă nu a fost o singură zi de alegeri. După ce a primit un mandat (un ordin regal) pentru alegerille ce vor avea loc,  ofițerul coordonator responsabil cu alegerile a stabilit calendarul alegerilor. Astfel, alegerile s-au desfășurat pe o perioadă de mai multe zile.

Perioada în care s-au desfășurat alegerile a fost cuprinsă între 4  mai și 9 iunie 1807.

## Rezumatul circumscripțiilor
Abrevieri în tabelurile următoare : î.Hr. – Circumscriptii în târguri, CC Circumscipții în județ-, UC –Circumscripții în Universități, Total C - Total circumscripții, BMP - local / Cetățeni membri ai Parlamentului, CMP - Membri de județ ai Parlamentului, UMP – Membri de Universitate ai Parlamentului.
Monmouthshire (un membru de circumscripție a județului cu 2 parlamentari și un singur membru cetățean de circumscripție) sunt incluși în Țara Galilor în aceste tabele. Sursele pentru această perioadă poate include și județe din Anglia.
Tabelul 1: circumscripții și parlamentari, după tip și țară
| Țara         | BC  | CC  | UC | Total C | BMP | CMP | UMP | Total MPs |
| ------------ | --- | --- | -- | ------- | --- | --- | --- | --------- |
| Anglia       | 202 | 39  | 2  | 243     | 404 | 78  | 4   | 486       |
| Țara Galilor | 13  | 13  | 0  | 26      | 13  | 14  | 0   | 27        |
| Scoția       | 15  | 30  | 0  | 45      | 15  | 30  | 0   | 45        |
| Irlanda      | 33  | 32  | 1  | 66      | 35  | 64  | 1   | 100       |
| Total        | 263 | 114 | 3  | 380     | 467 | 176 | 5   | 658       |

Tabelul 2: Numărul de locuri pentru fiecare circumscripție electorală, după tip și țară
| Country      | BCx1 | BCx2 | BCx4 | CCx1 | CCx2 | UCx1 | UCx2 | Total C |
| ------------ | ---- | ---- | ---- | ---- | ---- | ---- | ---- | ------- |
| Anglia       | 4    | 196  | 2    | 0    | 39   | 0    | 2    | 243     |
| Țara Galilor | 13   | 0    | 0    | 12   | 1    | 0    | 0    | 26      |
| Scoția       | 15   | 0    | 0    | 30   | 0    | 0    | 0    | 45      |
| Irlanda      | 31   | 2    | 0    | 0    | 32   | 1    | 0    | 66      |
| Total        | 63   | 198  | 2    | 42   | 72   | 1    | 2    | 380     |

Surse:

(Datele alegerilor) Notă de subsol în tabelul 5.02 Date Electorale Britanice 1832-1999, Compilat și editat de Colin Rallings și Thrasher Michael (Publicarea Asgate Ltd 2000).

(Tipuri de circumscripții - Marea Britanie) Istoria datelor Britanice 1760-1830, De Chris Cook și John Stevenson (Comunicat de presă Macmillan 1980).

(Tipuri de circumscripții - Irlanda) Rezultatele alegerilor parlamentare în Irlanda 1801-1922, Editat de B.M. Walker (Academia Royal Irish 1978).